# Paepalanthus retusus
Paepalanthus retusus är en gräsväxtart som beskrevs av Charles Wright. Paepalanthus retusus ingår i släktet Paepalanthus och familjen Eriocaulaceae. Inga underarter finns listade i Catalogue of Life.